# Tuèits
Tuèits (en francès Thueyts) és un municipi francès situat al departament de l'Ardecha i a la regió d'Alvèrnia-Roine-Alps. L'any 2017 tenia 1.203 habitants.

## Demografia
El 2007 tenia 1.141 habitants. Hi havia 493 famílies, 905 habitatges (506 habitatges principals, 319 segones residències i 80 desocupats.

## Economia
El 2007 la població en edat de treballar era de 634 persones, 388 eren actives i 246 eren inactives. Hi havia dues empreses extractives, dues alimentàries, cinc de fabricació d'altres productes industrials, set constructores, setze empreses de comerç i reparació d'automòbils, tres d'empreses de transport, tretze empreses d'hostatgeria i restauració, una empresa d'informació i comunicació, una empresa financera, una immobiliària.
L'any 2000 hi havia 22 explotacions agrícoles.

## Equipaments sanitaris i escolars
El 2009 tenia un hospital de tractaments de mitja durada (seguiment i rehabilitació), una farmàcia i dues escoles elementals.